# Antiguo Alcázar de Estepa
El antiguo alcázar de Estepa es una construcción defensiva de época musulmana en ruinas sita en el municipio de Estepa, provincia de Sevilla, España. Las ruinas se encuentran en el punto más alto del municipio, desde donde puede divisarse todo el territorio colindante, motivo por el cual el alcázar fue emplazado allí.
Es bien de interés cultural desde 1993.

## Historia
La fortaleza de Estepa, construida sobre el cerro donde se alzaba la vieja Ostippo, es un conjunto defensivo formado por el recinto de la primitiva madina islámica o ciudad medieval y el Alcázar que defendía la parte más débil y la puerta de acceso. Así pues, se supone que la mayor parte del extenso recinto que rodea el cerro es de origen islámico, aunque no se descarta que pueda tener algunos puntos de contacto con sistemas defensivos anteriores.
Las primeras murallas fueron edificadas en torno al siglo X, siendo reformadas en el siglo XII tras la invasión almohade. La despoblación paulatina de la madina y la consecuente importancia del arrabal terminó por hacer desaparecer todo el barrio de Santa María, a lo que no fue ajeno el abandono del Palacio-Alcázar, por parte de los marqueses de Estepa. Por ello, igual que en otras ciudadelas elevadas como Alcalá de Guadaira, lo que queda son los escasos restos de torres y muros de la madina y la parroquia Mayor de Santa María. La visión del conjunto medieval ha sido alterada por la construcción a partir de la Edad Moderna de los Conventos de Santa Clara y de San Francisco y posteriormente del cementerio.
Tras la conquista de Estepa por Fernando III en 1240, la villa y su castillo quedaron en poder de la Corona, hasta que Alfonso X en 1267 la donó a la Orden Militar de Santiago, la que reconstruyó el complejo a lo largo de los siglos XIII a XVI. Durante este tiempo, la Orden reparó los muros de la cerca y fortaleció el recinto del Alcázar. Especialmente se debió edificar la torre del Homenaje y el sistema defensivo de la Puerta de la Villa. Como puesto avanzado frente al reino de Granada, en ocasiones fue atacado por los granadinos y en 1462 su arrabal cayó en manos de Muley Abulhacen, hijo del rey de Granada. Sin embargo, fue recuperado al poco tiempo por Rodrigo Ponce de León. Terminada la Reconquista, Estepa perdió su valor estratégico, y en 1543, el castillo, junto con la villa, fue vendido por Felipe II a don Adán Centurión. Su hijo y sucesor, Marco Centurión, fue el primer Marqués de Estepa. En manos de los señores de Estepa, el castillo-alcázar se convirtió en palacio y cambió radicalmente de función, pero fue abandonado a mediados del siglo XVIII. El resto del recinto, al perder su valor estratégico, se fue deteriorando con el tiempo.